# Ретардація (риторика)
Ретарда́ція (від лат. retardatio — «відставання, запізнення») — літературно-художній прийом: затримка розвитку дії включенням в текст позафабульних елементів — ліричних відступів, різних описів (пейзаж, інтер'єр, характеристика), а також речення (або період), частини якого являють ряд низхідних по силі виразів. Цей прийом призводить до того, що емоційне напруження перед близьким фіналом піднімається знову.